# Mirvaux
Mirvaux is een gemeente in het Franse departement Somme (regio Hauts-de-France) en telt 153 inwoners (2004). De plaats maakt deel uit van het arrondissement Amiens.

## Geografie
De oppervlakte van Mirvaux bedraagt 2,3 km², de bevolkingsdichtheid is 66,5 inwoners per km².
De onderstaande kaart toont de ligging van Mirvaux met de belangrijkste infrastructuur en aangrenzende gemeenten.

## Demografie
Onderstaande figuur toont het verloop van het inwonertal (bron: INSEE-tellingen).